# Bohoduchiwka
Bohoduchiwka (ukrainisch Богодухівка; russisch Богодуховка Bogoduchowka) ist ein Dorf in der ukrainischen Oblast Tscherkassy mit etwa 2500 Einwohnern (2006).

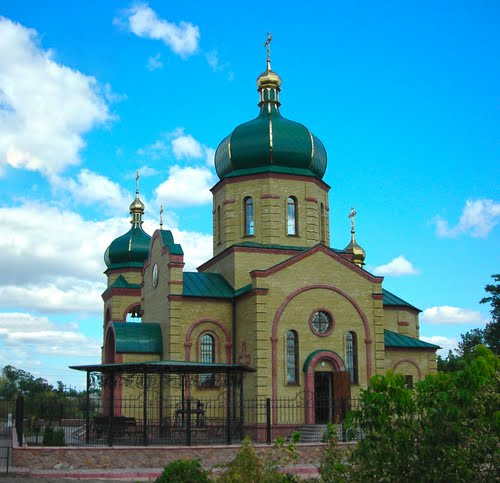
Orthodoxe Kirche im Dorf

Bohoduchiwka liegt am Ufer des Irklij (Ірклій), einem 38 km langen Nebenfluss des Dnepr, das ehemalige Rajonzentrum Tschornobaj liegt 13 Kilometer südlich von Bohoduchiwka.
Am 12. Juni 2020 wurde das Dorf ein Teil der neugegründeten Siedlungsgemeinde Tschornobaj, bis dahin bildete es zusammen mit dem Dorf Holowatiwka (Головатівка) die gleichnamige Landratsgemeinde Bohoduchiwka (Богодухівська сільська рада/Bohoduchiwska silska rada) im Norden des Rajons Tschornobaj.
Am 17. Juli 2020 kam es im Zuge einer großen Rajonsreform zum Anschluss des Rajonsgebietes an den Rajon Solotonoscha.